# Атанас Бойков
Атанас Бойков (на македонска литературна норма: Атанас Бојков) с псевдоним Зафо е югославски комунистически партизанин и политик от Социалистическа република Македония.

## Биография
Роден е на 10 ноември 1913 година в гевгелийското село Богданци. През 1940 година става член на Югославската комунистическа партия. Участва в комунистическата съпротива в годините на Втората световна война като заема различни военни длъжности.
Делегат е на Първото и Второто заседание на АСНОМ.
След войната е председател на Народния комитет на Гевгелийска община, директор на предприятия и член на Окръжния комитет на Съюза на комунистите на Югославия.
Носител е на „Партизански възпоменателен медал 1941“ и други висши отличия.